# Aéroport Orléans Loire-Valley
L'aéroport Orléans Loire-Valley (anciennement Aéroport du Loiret) est un aéroport français situé à Saint-Denis-de-l'Hôtel dans le département du Loiret en région Centre-Val de Loire.

## Géographie
L'aéroport est implanté sur la partie nord du territoire de la commune de Saint-Denis-de-l'Hôtel, dans la région naturelle du Val de Loire, au nord de la Loire et au sud de la forêt d'Orléans.
Il est situé dans la zone des Quatre-Vents, au bout de la rue de l'industrie, à 5,5 km au Nord de Jargeau, 22 km à l'Est d'Orléans, 49 km à l'Ouest de Montargis et 117 km au Sud de Paris.
L'accès par la tangentielle d'Orléans (route nationale 60) s'effectue par la sortie no 13 (ST Denis de L'H ; Jargeau; Fay aux Loges ; AEROPORT), vers la route départementale 921.
Les gares ferroviaires ouvertes aux voyageurs les plus proches et sont celles d'Orléans (19 km), de Saint-Cyr-en-Val - La Source (20 km) et des Aubrais (24 km). Les deux gares les plus proches de l'aéroport, environ 4 km, mais fermées aux voyageurs sont celle de Saint-Denis - Jargeau (ligne d'Orléans à Gien, limitée au fret) et de Fay-aux-Loges (ligne des Aubrais - Orléans à Montargis, déclassée).

## Histoire
Les nouveaux aménagements de l'aérodrome sont inaugurés en 1993.[réf. nécessaire] Elle accueillait exclusivement des vols d'affaires.
Le conseil général du Loiret reprend la gestion de l'aérodrome en 2007 par l'intermédiaire du syndicat mixte pour l’aménagement et l’exploitation de la desserte aérienne de l’ouest du Loiret.
À la fin de 2011, le nom Aerodrome d'Orléans - Saint-Denis-de-l'Hôtel devient  Aéroport d'Orléans - Saint-Denis-de-l'Hôtel.[réf. nécessaire]
L'intérieur de l'aérogare a été rénové en 2012. Depuis, l'aéroport accueille tout type de public, y compris les visiteurs.
Une école de parachutisme de 1 000 m2 est construite la même année.
L'agrandissement de 200 mètres de la piste bitume est inaugurée le 2 juin 2018. Elle permet dorénavant d'accueillir des avions jusqu'à 100 places. Le coût des travaux a été de 2 millions d'euros pris en charge par le département du Loiret. À cette occasion, l'aéroport change de nom et devient Aéroport Orléans Loire Valley,.
Le président du syndicat mixte exploitant l'aéroport (SMAEDAOL) précise qu'il est envisagé, avec des avions type ATR, l'ouverture de lignes régulières dans l'avenir, notamment vers un hub comme Amsterdam ou Londres.
En 2019, l'aéroport a perçu 1,36 million d'euros de recettes d'exploitation, dont 72 % proviennent de subventions publiques : 670 000 euros versés par le département du Loiret, 179 000 euros par la DGAC via la taxe d'aéroport et 132 000 euros apportés par plusieurs communes ainsi que la CCI du Loiret.

## Infrastructures
L'aéroport est composée d'une piste en bitume rainuré de 1 600 m de long et 30 mètres de large, à balisage lumineux (HI - PAPI - feux à éclats EN 23 et EN 05) et d'une piste en gazon de 1 060 m.
La surface de l'aérogare est de 150 m2 et celle du hangar pour aéronefs de 8 930 m2.
L'aérogare renovée et inaugurée le 18 octobre 2013, dispose d'un salon VIP, d'une salle réservée aux équipages pour la préparation des vols et d'une salle de repos pour les équipages (équipée internet Wi-Fi, TV, bar, sièges inclinables), du Wi-Fi public et de deux salles de réunion (de 47 et 96 m2).
L'aéroport est classé en type D (formation aéronautique, sports aériens et tourisme), est un point de passage frontalier dont le contrôle est assuré par le services des douanes. Le niveau SSLIA est de niveau 4.
Le parking pour véhicules est de 150 places gratuites dont 3 pour personnes à mobilité réduite.

Infrastructures
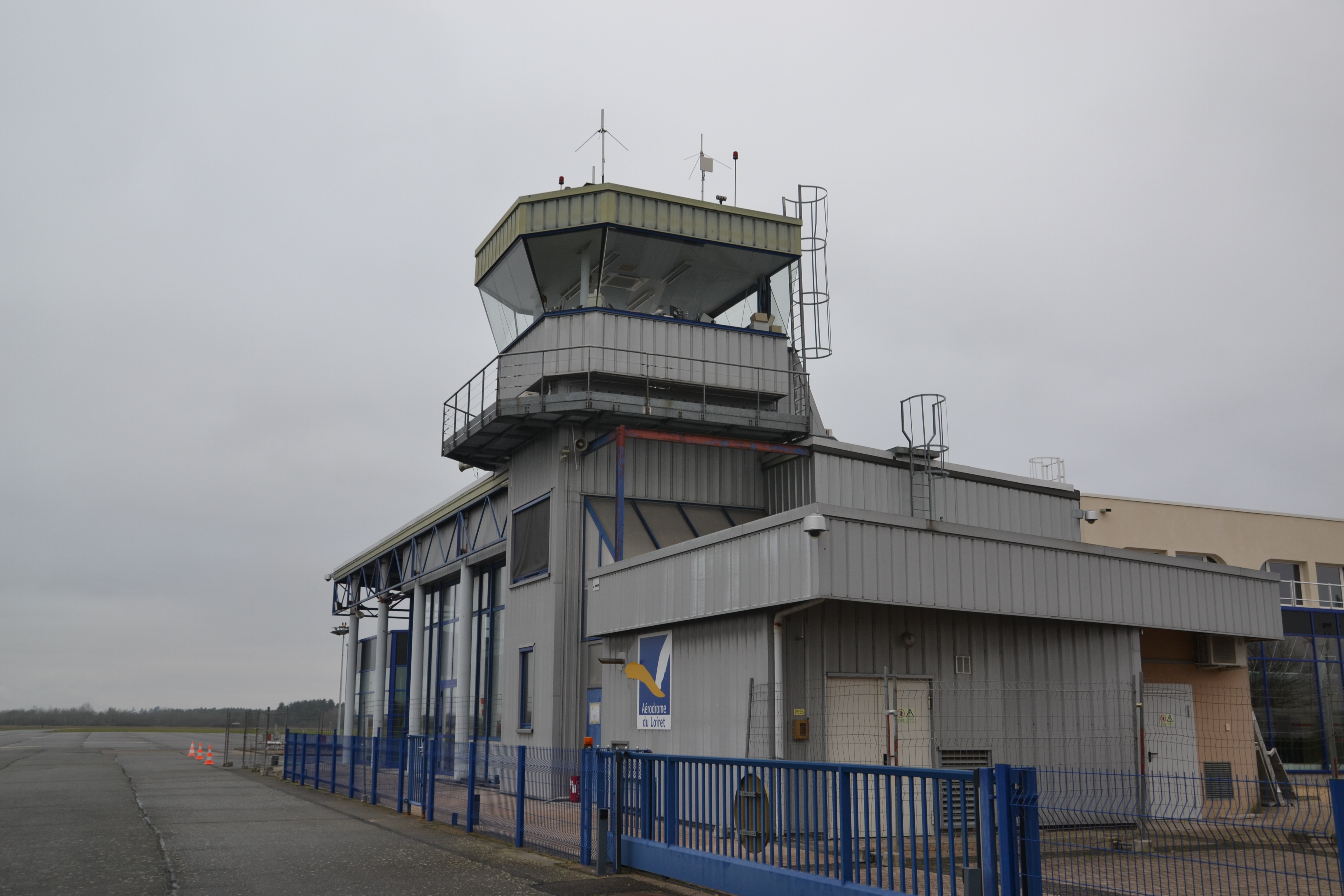
La tour de contrôle.
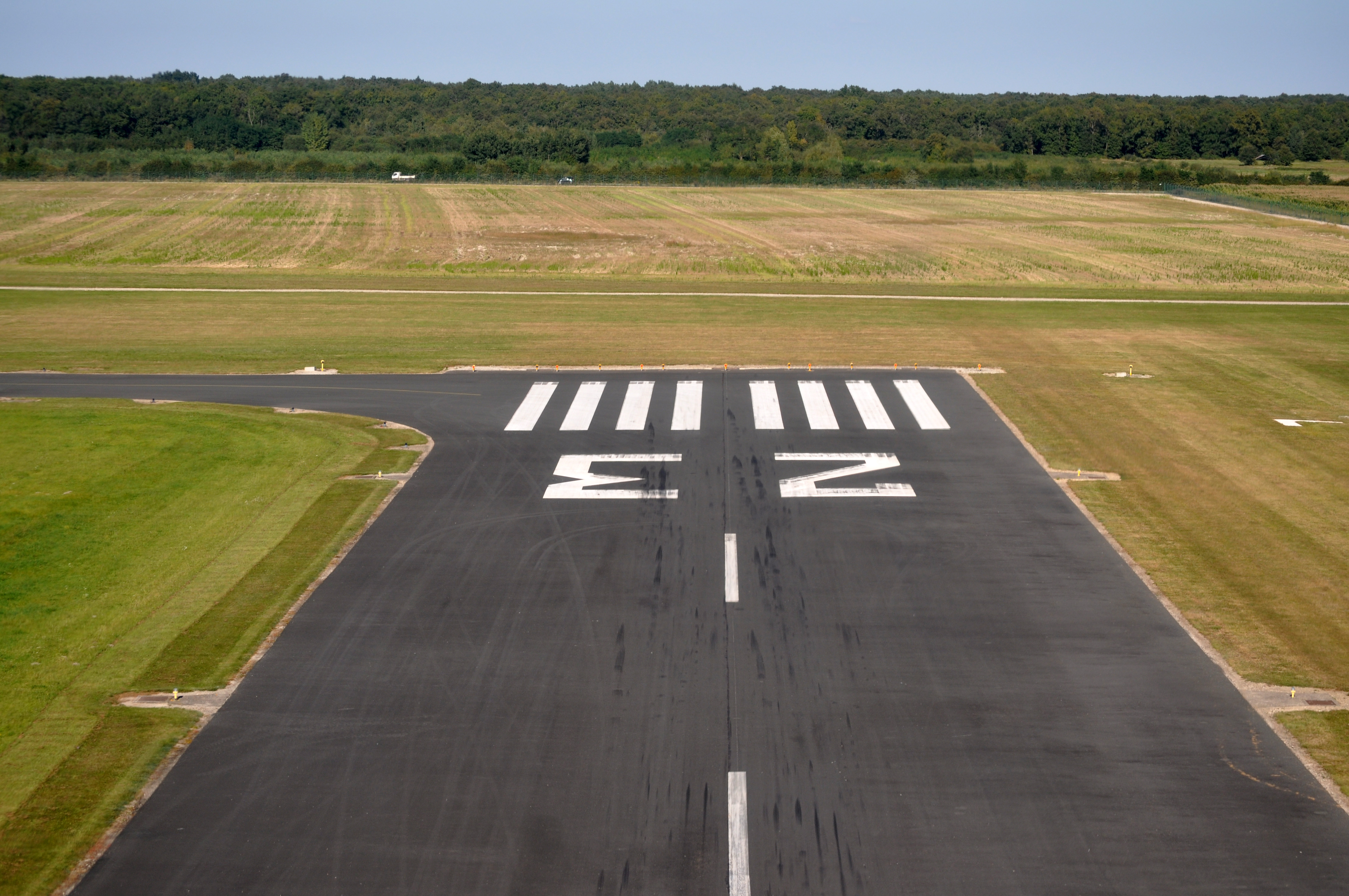
Piste d'atterrissage.
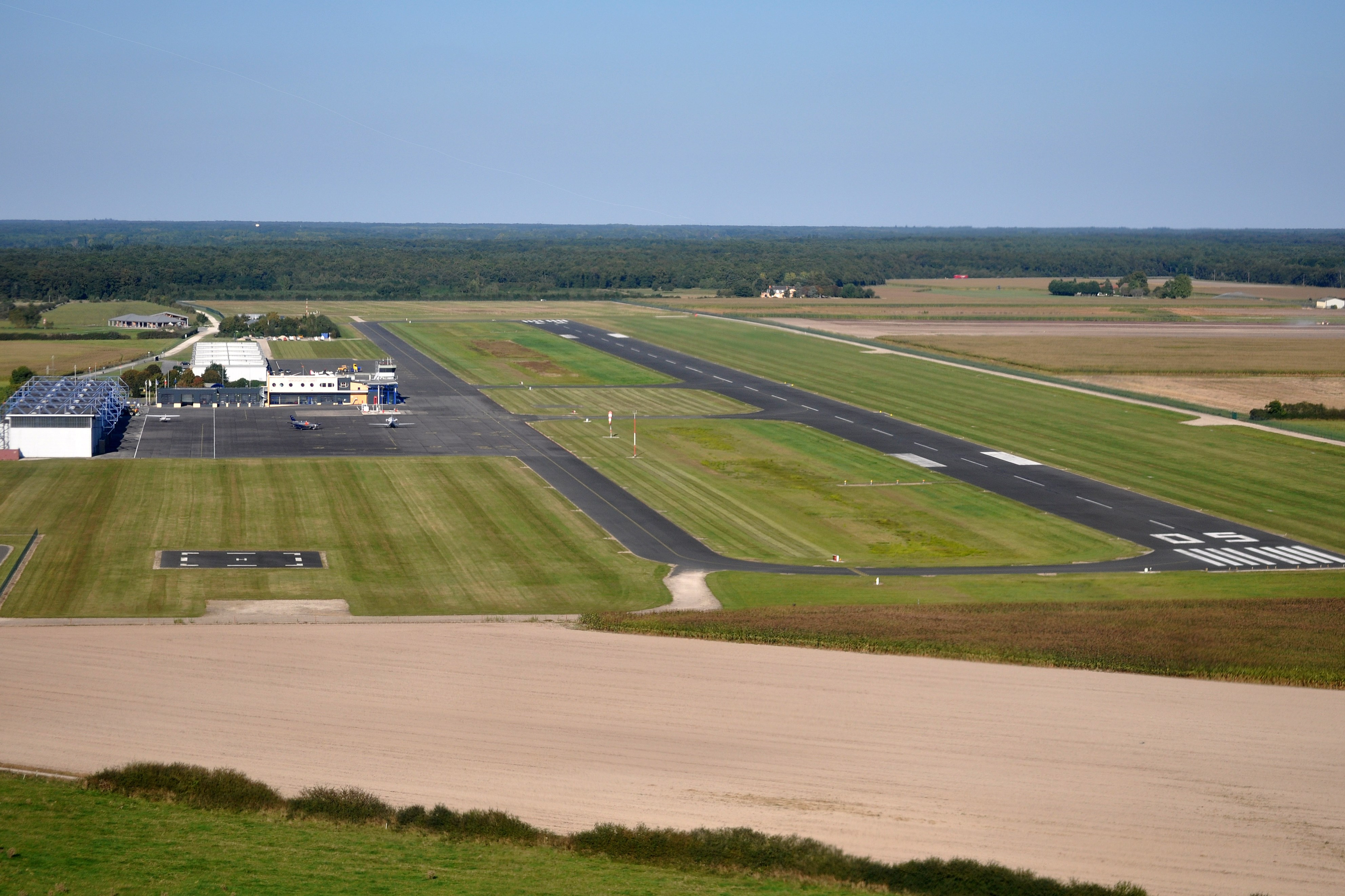
Vue aérienne du complexe
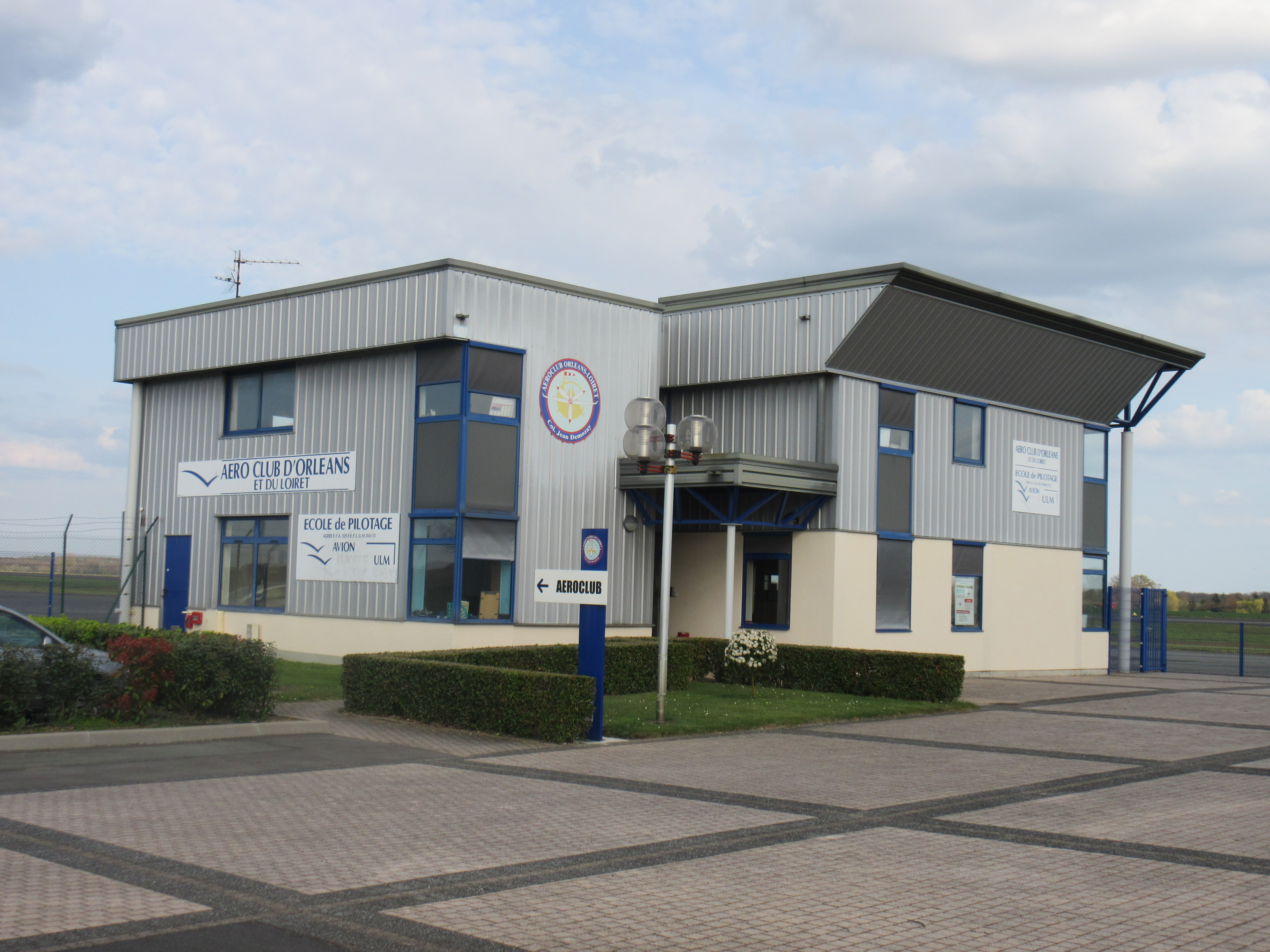
Le bâtiment hébergeant l'aéroclub.

## Logos

Ancien logo.
Logo actuel.

## Activités
L'activité de l'aéroport réside essentiellement autour de l'aviation d'affaires et du fret. De plus, l'aviation de tourisme y tient également une part importante avec plus de 21 000 mouvements en 2017.
Des associations pratiquant le parachutisme, le modélisme aérien, la voltige et le planeur sont présentes.
Une station météorologique OPALE est installée sur le site.

## Statistiques
Le nombre de passagers transportés par an a atteint son maximum en 2017 avec plus de 1 600 passagers transportés.
| Année | Passagers total | Passagers internationaux | Passagers nationaux | Mouvements commerciaux | Mouvements non commerciaux |
| ----- | --------------- | ------------------------ | ------------------- | ---------------------- | -------------------------- |
| 2022  | 1 761           | 787                      | 974                 | 425                    | 27 372                     |
| 2021  | 1 625           | 687                      | 938                 | 450                    | 31 390                     |
| 2020  | 835             | 235                      | 600                 | 214                    | 24 058                     |
| 2019  | 1 602           | 534                      | 1 068               | 305                    | 29 409                     |
| 2018  | 1 380           | 315                      | 1 065               | 271                    | 28 218                     |
| 2017  | 1 665           | 254                      | 1 411               | 376                    | 27 399                     |
| 2016  | 956             | 341                      | 615                 | 225                    | 28 338                     |
| 2015  | 1 059           | 621                      | 438                 | 175                    | 29 278                     |
| 2014  | 833             | 451                      | 382                 | 134                    | 30 501                     |
| 2013  | 534             | 412                      | 122                 | 125                    | 31 440                     |
| 2012  | 622             | 499                      | 123                 | 130                    | 29 534                     |
| 2011  | 460             | 188                      | 272                 | 170                    | 32 220                     |
| 2010  | 444             | 320                      | 124                 | 118                    | 26 884                     |
| 2009  | 368             | 184                      | 184                 | 171                    | 25 650                     |
| 2008  | 797             | 429                      | 368                 | 146                    | 24 810                     |
| 2007  | 918             | 572                      | 346                 | 201                    | 26 174                     |
| 2006  | 613             | 441                      | 172                 | 129                    | 27 713                     |
| 2005  | 811             | 356                      | 455                 | 198                    | 27 649                     |
| 2004  | 855             | 147                      | 708                 | 219                    | 26 163                     |
| 2003  | 1 395           | 201                      | 1 194               | 354                    | 30 334                     |
| 2002  | 1 416           | 56                       | 1 360               | 327                    | 29 350                     |
| 2001  | 1 528           | 182                      | 1 346               | 351                    | 32 270                     |
| 2000  | 589             | 251                      | 338                 | 146                    | 31 872                     |
| 1999  | 442             | 283                      | 159                 |                        |                            |
| 1998  | 514             | 265                      | 249                 |                        |                            |
| 1997  | 1 038           | 390                      | 648                 |                        |                            |